# Ivan Šinkovec
Ivan Šinkovec, slovenski novinar, * 4. maj 1921, Sv. Urh pri Zagorju ob Savi, † 22. maj 1974, San Francisco.
Šinkovec je kot semeniščnik končal mariborsko Klasično gimnazijo, kjer je urejal humoristični list Krtača in s sošolci ustanovil t.i. Jugoslovansko zafrkantsko stranko, ter diplomiral na ljubljanski EF (po 2.sv.vojni). 1941 se je zaposlil v premogovniku v Trbovljah in 1944 vključil v NOB, kjer je bil komentator za jugoslovansko bojišče v časopisu Ljudska pravica ter urednik za vojna dogajanja v dnevniku Novice. Po končani vojni se je zaposlil v uredništvu časopisa Ljudska pravica kot urednik za gospodarstvo ter kasneje pomočnik glavnega urednika (1948-1951). Kot glavni urednik Ljubljanskega dnevnika (1951-1953) je v uvodniku prve številke zapisal »Resnica je naše najmočnejše orožje.«  Bil je glavni urednik in direktor Ljudske pravice, Borbe in nato Ljudske pravice (1953-1959) ter več let vzporedno tudi glavni urednik Ljubljanskega dnevnika (1956-1959). Je avtor številnih člankov s področja gospodarstva in drugih družbenih tem, med drugim pa je v slovenski tisk  uvedel skandinavsko križanko. Po združitvi Ljudske pravice in Slovenskega poročevalca v Delo je bil odgovorni urednik Dela (1959-1961) in glavni urednik revije Tovariš (1963-1964). Bil je sekretar za informacije Skupščine SRS (1964-1970) in predsednik sekcije Tisk in RTV kot instrument samouprave. V letih 1961 in 1962 je preučeval izobraževanje novinarjev na univerzah v ZDA (Columbia, Iowa, Ann Arbor, Minnesota) ter v Veliki Britaniji, Franciji Poljski in NDR z namenom uvedbe tega študija v Ljubljani. Od 1963 je bil zunanji predavatelj na katedri za novinarstvo Visoke šole za politične vede (kasnejše FSPN oz. FDV). Bil je predstavnik Splošne plovbe v San Franciscu za zahodno obalo Amerik (1970-1974). Napisal je 4 scenarije za dokumentarne filme, med drugim, Vode nam bodo pokorne (1949) in Za novo zemljo in kruh (1950). Iz angleščine, francoščine in nemščine je prevedel 12 del. Posthumno je izšel njegov potopis iz leta 1947 Po svobodni Makedoniji, izvirno objavljen kot podlistek v Ljudski pravici.
Njegov sin je slovenski diplomat Matjaž Šinkovec.